# Cúp Intertoto 1962–63
Cúp Intertoto 1962–63 với chức vô địch thuộc về Slovnaft Bratislava sau khi đánh bại Calcio Padova trong trận chung kết. Tổng cộng 32 câu lạc bộ tham gia giải, bao gồm các câu lạc bộ lần đầu tiên tham gia đến từ Pháp, Ý, Hungary và Nam Tư.

## Vòng bảng
Các đội bóng được chia làm 8 bảng, mỗi bảng 4 đội, mặc dù không giống mùa giải trước, ít có sự giới hạn về địa lý hơn. Tám đội thắng ở vòng bảng (in đậm ở các bảng dưới) vào vòng đấu loại trực tiếp.

### Bảng A1
| XH | Đội                 | Tr | T | H | T | BT | BB | HS  | Đ |
| -- | ------------------- | -- | - | - | - | -- | -- | --- | - |
| 1  | Slovnaft Bratislava | 6  | 4 | 0 | 2 | 14 | 10 | +4  | 8 |
| 2  | RCF Paris           | 6  | 2 | 3 | 1 | 20 | 18 | +2  | 7 |
| 3  | Venezia             | 6  | 2 | 2 | 2 | 18 | 14 | +4  | 6 |
| 4  | Young Boys          | 6  | 1 | 1 | 4 | 9  | 19 | −10 | 3 |

### Bảng A2
| XH | Đội                  | Tr | T | H | T | BT | BB | HS | Đ  |
| -- | -------------------- | -- | - | - | - | -- | -- | -- | -- |
| 1  | Újpesti Dózsa        | 6  | 4 | 2 | 0 | 14 | 5  | +9 | 10 |
| 2  | Stade Français Paris | 6  | 3 | 1 | 2 | 9  | 5  | +4 | 7  |
| 3  | Mantova              | 6  | 2 | 0 | 4 | 7  | 16 | −9 | 4  |
| 4  | ČKD Praha            | 6  | 1 | 1 | 4 | 11 | 15 | −4 | 3  |

### Bảng A3
| XH | Đội               | Tr | T | H | T | BT | BB | HS | Đ |
| -- | ----------------- | -- | - | - | - | -- | -- | -- | - |
| 1  | Padova            | 6  | 4 | 1 | 1 | 15 | 8  | +7 | 9 |
| 2  | Dorogi Bányász    | 6  | 3 | 0 | 3 | 13 | 13 | 0  | 6 |
| 3  | La Chaux-de-Fonds | 6  | 2 | 1 | 3 | 10 | 13 | −3 | 5 |
| 4  | Spartak Plzeň     | 6  | 1 | 2 | 3 | 12 | 16 | −4 | 4 |

### Bảng A4
| XH | Đội      | Tr | T | H | T | BT | BB | HS | Đ |
| -- | -------- | -- | - | - | - | -- | -- | -- | - |
| 1  | Servette | 6  | 3 | 2 | 1 | 11 | 9  | +2 | 8 |
| 2  | Sarajevo | 6  | 2 | 2 | 2 | 9  | 12 | −3 | 6 |
| 3  | Nitra    | 6  | 2 | 1 | 3 | 12 | 9  | +3 | 5 |
| 4  | Nîmes    | 6  | 2 | 1 | 3 | 11 | 13 | −2 | 5 |

### Bảng B1
| XH | Đội            | Tr | T | H | T | BT | BB | HS  | Đ  |
| -- | -------------- | -- | - | - | - | -- | -- | --- | -- |
| 1  | Tatabánya      | 6  | 5 | 1 | 0 | 18 | 7  | +11 | 11 |
| 2  | Ajax           | 6  | 4 | 0 | 2 | 18 | 11 | +7  | 8  |
| 3  | Nancy          | 6  | 2 | 0 | 4 | 10 | 12 | −2  | 4  |
| 4  | Kaiserslautern | 6  | 0 | 1 | 5 | 9  | 25 | −16 | 1  |

### Bảng B2
| XH | Đội               | Tr | T | H | T | BT | BB | HS | Đ |
| -- | ----------------- | -- | - | - | - | -- | -- | -- | - |
| 1  | OFK Belgrade      | 6  | 4 | 1 | 1 | 13 | 9  | +4 | 9 |
| 2  | Lanerossi Vicenza | 6  | 3 | 0 | 3 | 8  | 9  | −1 | 6 |
| 3  | Bayern Munich     | 6  | 2 | 1 | 3 | 14 | 19 | −5 | 5 |
| 4  | Feyenoord         | 6  | 2 | 0 | 4 | 12 | 10 | +2 | 4 |

### Bảng B3
| XH | Đội                 | Tr | T | H | T | BT | BB | HS | Đ |
| -- | ------------------- | -- | - | - | - | -- | -- | -- | - |
| 1  | Rijeka              | 6  | 4 | 1 | 1 | 18 | 11 | +7 | 9 |
| 2  | Rot-Weiß Oberhausen | 6  | 3 | 2 | 1 | 15 | 12 | +3 | 8 |
| 3  | Basel               | 6  | 1 | 3 | 2 | 16 | 20 | −4 | 5 |
| 4  | PSV                 | 6  | 1 | 0 | 5 | 11 | 17 | −6 | 2 |

### Bảng B4
| XH | Đội          | Tr | T | H | T | BT | BB | HS  | Đ  |
| -- | ------------ | -- | - | - | - | -- | -- | --- | -- |
| 1  | Pécsi Dózsa  | 6  | 5 | 1 | 0 | 17 | 7  | +10 | 11 |
| 2  | Blauw Wit    | 6  | 2 | 2 | 2 | 10 | 12 | −2  | 6  |
| 3  | Velež Mostar | 6  | 2 | 1 | 3 | 16 | 11 | +5  | 5  |
| 4  | Hildesheim   | 6  | 1 | 0 | 5 | 8  | 21 | −13 | 2  |

## Tứ kết
| Đội 1         | TTS  | Đội 2               | Lượt đi | Lượt về |
| ------------- | ---- | ------------------- | ------- | ------- |
| Servette      | 1–6  | Tatabánya           | 1–0     | 0–6     |
| Pécsi Dózsa   | 4–3  | Rijeka              | 2–1     | 2–2     |
| Padova        | 10–5 | OFK Belgrade        | 7–1     | 3–4     |
| Újpesti Dózsa | 2–4  | Slovnaft Bratislava | 1–0     | 1–4     |

## Bán kết
| Đội 1               | TTS | Đội 2       | Lượt đi | Lượt về |
| ------------------- | --- | ----------- | ------- | ------- |
| Padova              | 7–3 | Pécsi Dózsa | 4–3     | 3–0     |
| Slovnaft Bratislava | 3–2 | Tatabánya   | 1–1     | 2–1     |

## Chung kết
Thi đấu một lượt ở Padova.
| Đội 1               | Tỉ số | Đội 2  |
| ------------------- | ----- | ------ |
| Slovnaft Bratislava | 1–0   | Padova |